# Буба, Дайкии
Дайкии Буба (фр. Daikii Bouba; род. 18 марта 1996) — французский дзюдоист, чемпион Европы 2025 года.

## Биография
Дайкии Буба родился 18 марта 1996 года в Париже.
В 2022 году стал финалистом турнира серии «World Masters» в Иерусалиме в категории до 66 кг. В финальной схватке уступил сопернику из Израиля Баруху Шмаилову.
В 2024 году завоевал две серебряные медали на престижных турнирах серии Большого шлема в Баку и Абу-Даби. В 2025 году стал вторым на турнире в Париже.
В апреле 2025 года на чемпионате Европы в Подгорице в весовой категории до 66 кг стал обладателем золотой медали. В схватке за титул одолел соперника из России Мурада Чопанова.